# Гел Дрейпер
Гел Дрейпер, іноді Дрепер (англ. Hal Draper, нар. Гарольд Дубинський; 19 вересня 1914 — 26 січня 1990) — американський соціаліст, активіст і письменник, який відіграв значну роль в Русі за свободу слова у Берклі. Відомий своїми дослідженнями творчості Карла Маркса. Найвизначніша робота — п'ятитомна «Теорія революції Карла Маркса» (1977—1990).
Протягом усього життя був прихильником так званого «соціалізму знизу», самовизволення робітничого класу, на противагу капіталізму і сталінізму, які обидва, на його думку, базувалися на домінуванні «зверху». Був одним із творців традиції Третього табору в Холодній війні.

## Біографія

### Ранні роки
Гарольд Дубинський народився в Брукліні, Нью-Йорк, в 1914 році, був сином етнічних євреїв, які емігрували в Америку з України, що входила тоді до складу Російської Імперії. Його батько, Самуїл Дубинський, був менеджером на текстильній фабрики, помер в 1924 році. Мати, Енні Корнблатт Дубинська, працювала в магазині солодощів, щоб звести кінці з кінцями після смерті чоловіка. Коли Гелові було 18, його мати наполягла на зміні прізвища на «американське за звучання» «Дрейпер», аби захистити дітей від антисемітизму.
Був одним з чотирьох дітей у сім'ї. Його брат, Теодор Дрейпер, був прихильником Комуністичної партії США у 1930-ті роки, а згодом розчарувався у комунізмі й став видатним істориком. Їхня сестра Дороті (Дора) одружилася з Яковом Рабкіном (1905–2003), одним із творців податкового законодавства США.
Здобув ступінь бакалавра в Бруклінському коледжі у 1934 році.

### Політична діяльність
Протягом підліткових років приєднався до Соціалістичної ліги молоді (YPSL), молодіжної організації Соціалістичної партії Америки, став одним із лідерів національного студентського руху проти фашизму, війни і безробіття.
У YPSL Гел Дрейпер зацікавився троцькізмом і став лідером троцькістської тенденції в YPSL у 1936—1937 роках. Він був обраний національним секретарем організації у вересні 1937. Разом із більшістю YPSL пішов із Соціалістичної партії, виступивши проти співпраці з Комінтерном та взяв участь у створенні Соціалістичної робітничої партії в 1937–1938 роках.
Коли в СРП почалася внутрішня боротьба, Дрейпер підтримав опозицію, яка стояла на позиції, що в сталінському СРСР виникла нова форма суспільства, ні соціалістична, ні капіталістична, в якій новий клас, державна бюрократія, захопила соціальну й державну владу. Коли в 1940 році фракція, очолювана Максом Шахтманом, Джеймсом Бернхемом, і Мартіном Аберном, відокремилася від СПР в окрему Робітничу партію США, Дрейпер приєднався до них. Під час війни він і його дружина Енн Дрейпер, жили в Лос-Анджелесі, де були активними серед працівників судноверфі і в антифашистських та антирасистських кампаніях. Повернувшись до Нью-Йорка в середині 1940-х років, Дрейпер став відомим письменником і партійним діячем.
В 1962 році Дрейпер, тоді мешканець Берклі, вийшов із Соціалістичної партії, з якою Робітнича партія (на той час перейменована в Незалежну соціалістичну лігу) об'єдналася в 1958 році (чого він не підтримував), і створив Незалежний соціалістичний клуб (ISC).
У 1964 році, Дрейпер був активно залучений в Рух за свободу слова — важливий попередник руху нових лівих — в Університеті Каліфорнії в Берклі, де він на той час працював бібліотекарем-бібліографом. Став наставником для лідера руху Маріо Савіо.
У 1968 році Незалежний соціалістичний клуб перетворився в організацію «Інтернаціональні соціалісти». У 1971 році Дрейпер покинув організацію, стверджуючи, що група перетворилася в секту. З тих пір він працював як самостійний радикальний вчений, написавши велику кількість наукових праць, присвячених марксизму й робітничому рухові. В 1981 році створив і очолював Центр соціалістичної історії в Берклі.
Помер від запалення легенів у своєму будинку в Берклі, штат Каліфорнія.
Був членом редакційної колегії журналу «Нова політика».

## Спадок
Ключова праця — п'ятитомна «Теорія революції Карла Маркса» (Monthly Review Press, 1977—1990), конструктивна переоцінка всієї Марксової політичної теорії, яка ґрунтується на огляді творів Маркса й Енгельса. У п'ятитомнику, як і в написаному раніше есе «Дві душі соціалізму», Дрейпер розглядає історію соціалістичних концепцій як протиборство двох протилежних концепцій — елітарного «соціалізму згори» і демократичного «соціалізму знизу», визначаючи так і політичне кредо самого Маркса.
Дрейпер також був редактором тритомної «Енциклопедії Маркса-Енгельса» (Marx-Engels Cyclopedia), в якій докладно розглядалися повсякденна діяльність і праці двох засновників марксизму.
Крім політичних і наукових творів, Дрейпер писав художні твори — наприклад, розповідь 1961 «Зпс знйд в бблтц» (оригінальна назва MS Fnd in a Lbry відсилає до MS. Found in a Bottle Едгара Аллана По), сатиру на інформаційну еру.
У 1982 році Дрейпер видав англійський переклад повного зібрання поетичних творів німецького поета Генріха Гейне — плід трьох десятиліть роботи, яку він вів поряд з суспільно-політичною.

## Переклади українською
- «Диктатура пролетаріату» в Маркса й Енгельса [Архівовано 29 липня 2017 у Wayback Machine.] // Спільне. — 2012, № 4.
- Чому ми підтримуємо український визвольний рух? (1953) [Архівовано 25 вересня 2017 у Wayback Machine.]
- Міф про ленінське «революційне пораженство» // Спільне, 30.05.2025